# Yabani
Yabani ist eine türkische Fernsehserie, das seit 2023 auf NOW ausgestrahlt wird.

## Inhalt
Die Serie dreht sich um Yaman, einen jungen Mann, der in seiner Kindheit entführt wurde und auf der Straße aufwächst. Nach Jahren in einer Welt voller Kriminalität und Unsicherheit stößt er zufällig auf seine leibliche Familie, die ihn schon lange als vermisst gemeldet hatte.
Yaman wird mit einem völlig neuen Leben konfrontiert: Er kehrt zurück zu seiner wohlhabenden Familie und muss lernen, sich in dieser fremden Welt der Privilegien und Erwartungen zurechtzufinden. Trotz des neuen Umfelds bleibt die Kluft zwischen seinem alten Leben auf der Straße und dem Luxus seines neuen Lebens bestehen. Diese Konflikte, gepaart mit seiner Vergangenheit, prägen seine Beziehungen und seine Identität.

## Besetzung
| Schauspieler     | Rolle              |
| ---------------- | ------------------ |
| Halit Özgür Sarı | Yaman Ali Soysalan |
| Simay Barlas     | Rüya               |
| Dolunay Soysert  | Neslihan Soysalan  |
| Osman Alkaş      | Eşref Ali Soysalan |
| Yurdaer Okur     | Serhan Soysalan    |
| Bertan Asllani   | Alaz Soysalan      |
| Rojbin Erden     | Asi                |
| Seray Özkan      | Çağla Soysalan     |
| Aleyna Al        | Ece Soysalan       |
| Tayanç Ayaydın   | Güven Aydın        |
| Sezer Arıçay     | Çesur              |
| Ramiz Mullamusa  | Umut               |

## Produktion
Die Serie wurde in Istanbul gedreht, insbesondere in den Bezirken Beşiktaş und Galata. Produziert wurde der Film von NTC MEDYA, als Produzent fungierten Fatih Aksoy und Mehmet Yiğit Alp. M. Çağatay Tosun war in der Serie als Regisseur tätig. In den Hauptrollen spielen Halit Özgür Sarı, Dolunay Soysert, Yurdaer Okur, Bertan Asllani und Simay Barlas. Die erste Staffel wurde am 12. September 2023 auf NOW veröffentlicht. Die zweite Staffel wird am 14. September 2024 erscheinen.